# Villers-sous-Châtillon
Villers-sous-Châtillon is een plaats en voormalige gemeente in het Franse departement Marne in de regio Grand Est en telt 183 inwoners (2005). De plaats maakt deel uit van het arrondissement Epernay.

## Geschiedenis
Villers-sous-Châtillon is op 1 januari 2023 gefuseerd met de gemeenten Binson-et-Orquigny en Reuil tot de gemeente Cœur-de-la-Vallée. 

## Geografie
De oppervlakte van Villers-sous-Châtillon bedraagt 4,9 km², de bevolkingsdichtheid is 37,3 inwoners per km².
De onderstaande kaart toont de ligging van Villers-sous-Châtillon met de belangrijkste infrastructuur en aangrenzende gemeenten.

## Demografie
Onderstaande figuur toont het verloop van het inwonertal.
Binson · Orquigny · Reuil · Villers-sous-Châtillon